# 津軽海峡大橋
津軽海峡大橋（つがるかいきょうおおはし）は、かつて研究および構想されていた青森県大間町から北海道函館市間の橋の名称である。2007年以降は橋の建設実現にむけて主だった活動は行っていない。

## 概要
1997年（平成9年）刊行の大間町史によると「本州北海道連絡橋構想」と呼ぶ。
1988年（昭和63年）、青函トンネル開通記念博覧会で青函の青年会議所らが青函架橋イメージ図の展示をした。吉田巌の1990年（平成2年）発表の論文「ジブラルタル海峡と津軽海峡」を元に函館市で1993年（平成5年）9月22日に津軽海峡大橋構想の講演会が開催された。翌年、1996年（平成6年）2月26日に「本州・北海道架橋を考える会」が発足し、同年6月11日から24日までノルウェーで開かれた「海峡横断橋・トンネルに関する国際会議」の視察をしている。構想が実現すると北海道においての食糧生産と観光分野での経済効果が大きいと考えられていた。1994年（平成6年）3月22日大間町と戸井町（当時）が本州北海道連絡橋大間戸井ルート誘致推進協議会を設立し誘致活動を行った。当時、大間戸井ルート（17.5km）の他に竜飛白神ルート（19.5km）、三厩福島ルート（23km）が想定されていた。

## 構想時の架橋ルート選定
大間町の大間崎と函館市（旧・戸井町）の汐首岬の間は津軽海峡が最も狭くなる場所であり、その直線距離は20キロメートルに満たない。大間町では、大間 - 函館間（大間函館航路）およびかつては大間 - 戸井間（大間戸井航路）にフェリーが運航されており、函館山から発信されるテレビ等の放送波が良好に受信できるなど、地理的に函館との結びつきが強い。現在、北海道新幹線が通過している青函トンネルが鉄道専用トンネルであることから、本州と北海道を直接結ぶ道路の建設が求められ、大間戸井ルートが選ばれた。

## 政界の動き
青森県知事（当時）の木村守男は架橋の推進に積極的であった。しかし、木村の在任当時から世界最長の明石海峡大橋を大きく上回る長大吊橋となり、莫大な建設費用や維持・管理費用など（この事から津軽海峡大橋の通行料金が高額に設定される為、それにより津軽海峡大橋利用者があまり見込めないことも含まれる）の問題を理由に反対の声が強く、県知事が三村申吾に交代して以降はあまり津軽海峡大橋建設に前向きな動きがなくなった。
建設費用以外にも、津軽海峡とその周辺の景観の問題、橋脚施設の塩害対策、強風・積雪・路面凍結時等の道路の安全確保や国際海峡である津軽海峡の荒波、水深、航路確保など技術的な課題も山積し、本州と北海道間の自動車連絡については後述する第二青函トンネル構想に移行した状況となっている。2022年（令和4年）刊行の大間町史にいたっては構想そのものの記述がなく、大間函館航路が中心である。

## 船舶側の動き

### 青函航路
自動車・原動機付自転車・軽車両の津軽海峡連絡手段に関しては青函航路になっている船舶の航海速力向上が図られ、その一環として東日本フェリーが1997年（平成9年）6月5日から2000年（平成12年）11月まで「ゆにこん（2代）」、2007年（平成19年）9月1日より「ナッチャンRera」並びに翌年に姉妹船「ナッチャンWorld」が就航していたが、2008年に定期運行を終了。2009年（平成21年）以降は「ナッチャンWorld」のみが夏季繁忙期に運航されていたが、2012年（平成24年）をもって「ナッチャンWorld」の夏季臨時運航も終了した。

### 大間函館航路
2008年（平成20年）東日本フェリーが同年11月末に撤退することを表明したが、最終的に大間町が新造船「大函丸（二代）」を建造し、津軽海峡フェリーが運航する公設民営方式で、運航は青森県と大間町が支援することで継続している。

### 青蘭航路
青森-室蘭間の青蘭航路においてはトラック運転手不足が懸念されている2024年問題に対応するため、津軽海峡フェリーが運航再開を決め、2023年（令和5年）10月2日より青函航路に就航していたブルーマーメイドを転用して運航しはじめた。

## 隧道案
橋を架ける代わりに海底道路トンネル「第二青函トンネル」を建設するという構想。ただし掘るのは現在の青函トンネルの西側であり、津軽海峡大橋とは場所が大きく異なる。
また青函トンネルにカートレインを走行させる案もある。